# Aphandra
Genre
Classification phylogénétique
Espèces de rang inférieur
- Aphandra natalia

Aphandra est un genre de plantes de la famille des arécacées (palmiers) que l'on peut trouver de l'est de l'Équateur et du nord du Pérou jusqu'à l'ouest du Brésil. Ce genre contient l'unique espèce suivante :
- Aphandra natalia

## Classification
- Famille : Arecaceae
  - Sous-famille : Ceroxyloideae
    - Tribu : Phytelepheae